# Olympische Jugend-Winterspiele 2020
| Medaillenspiegel               | Medaillenspiegel     | Medaillenspiegel | Medaillenspiegel | Medaillenspiegel | Medaillenspiegel |
| Platz                          | Land                 | G                | S                | B                | Ges.             |
| ------------------------------ | -------------------- | ---------------- | ---------------- | ---------------- | ---------------- |
| 1                              | Russland             | 10               | 11               | 8                | 29               |
| 2                              | Schweiz              | 10               | 6                | 8                | 24               |
| 3                              | Japan                | 9                | 7                | 1                | 17               |
| 4                              | Gemischte Mannschaft | 6                | 6                | 6                | 18               |
| 5                              | Schweden             | 6                | 4                | 7                | 17               |
| 6                              | Österreich           | 6                | 2                | 5                | 13               |
| 7                              | Deutschland          | 5                | 7                | 6                | 18               |
| 8                              | Südkorea             | 5                | 3                | —                | 8                |
| 9                              | Norwegen             | 4                | 3                | 2                | 9                |
| 10                             | China                | 3                | 3                | 4                | 10               |
| Vollständiger Medaillenspiegel |                      |                  |                  |                  |                  |

Die III. Olympischen Jugend-Winterspiele wurden vom 9. bis 22. Januar 2020 in Lausanne in der Schweiz ausgetragen. Die Hauptstadt des Kantons Waadt und zweitgrößte Stadt der Romandie erhielt den Zuschlag am 31. Juli 2015, wobei sie sich gegen den Mitbewerber Brașov (Rumänien) durchsetzte.

## Bewerbung

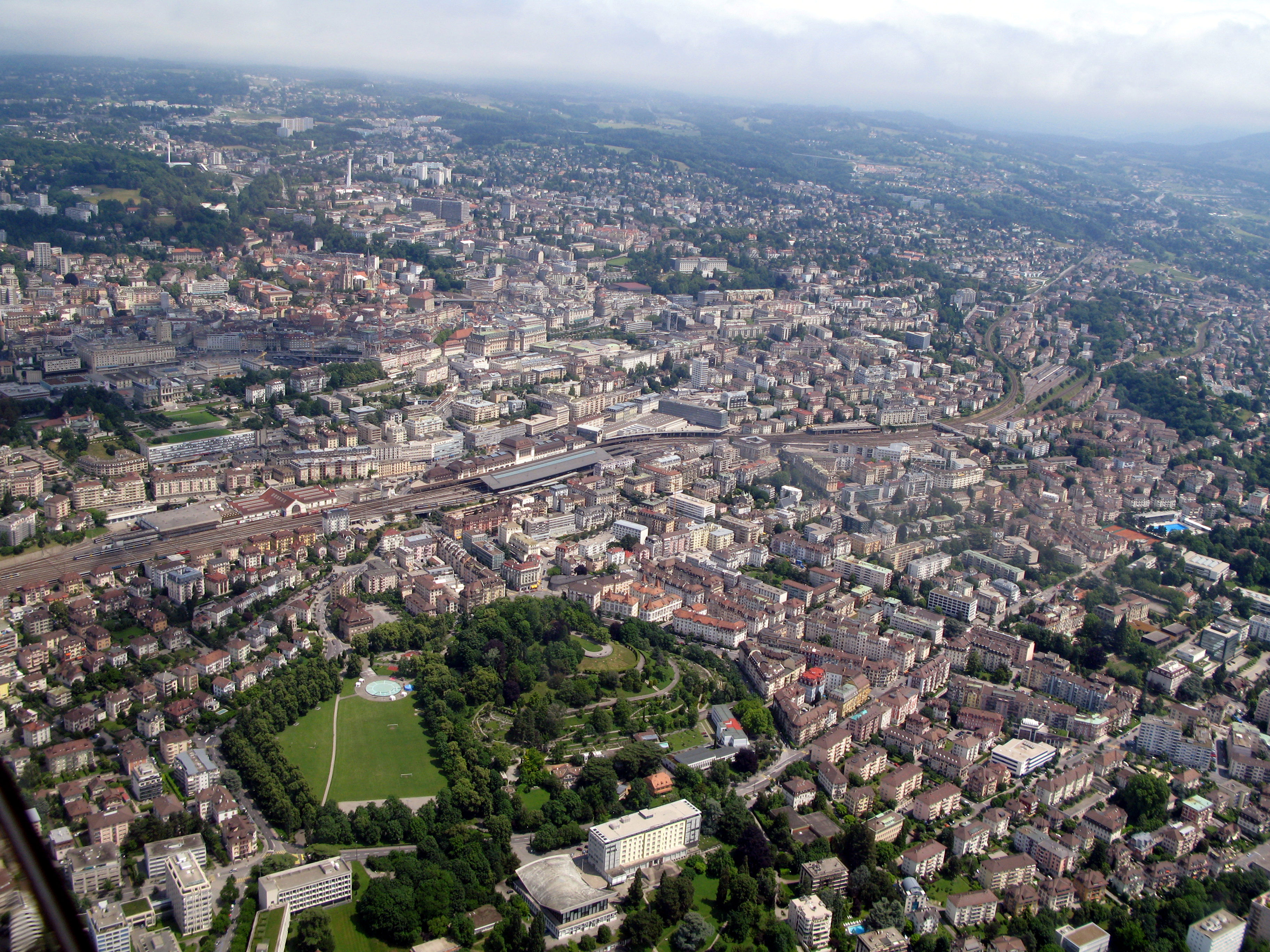
Luftansicht von Lausanne

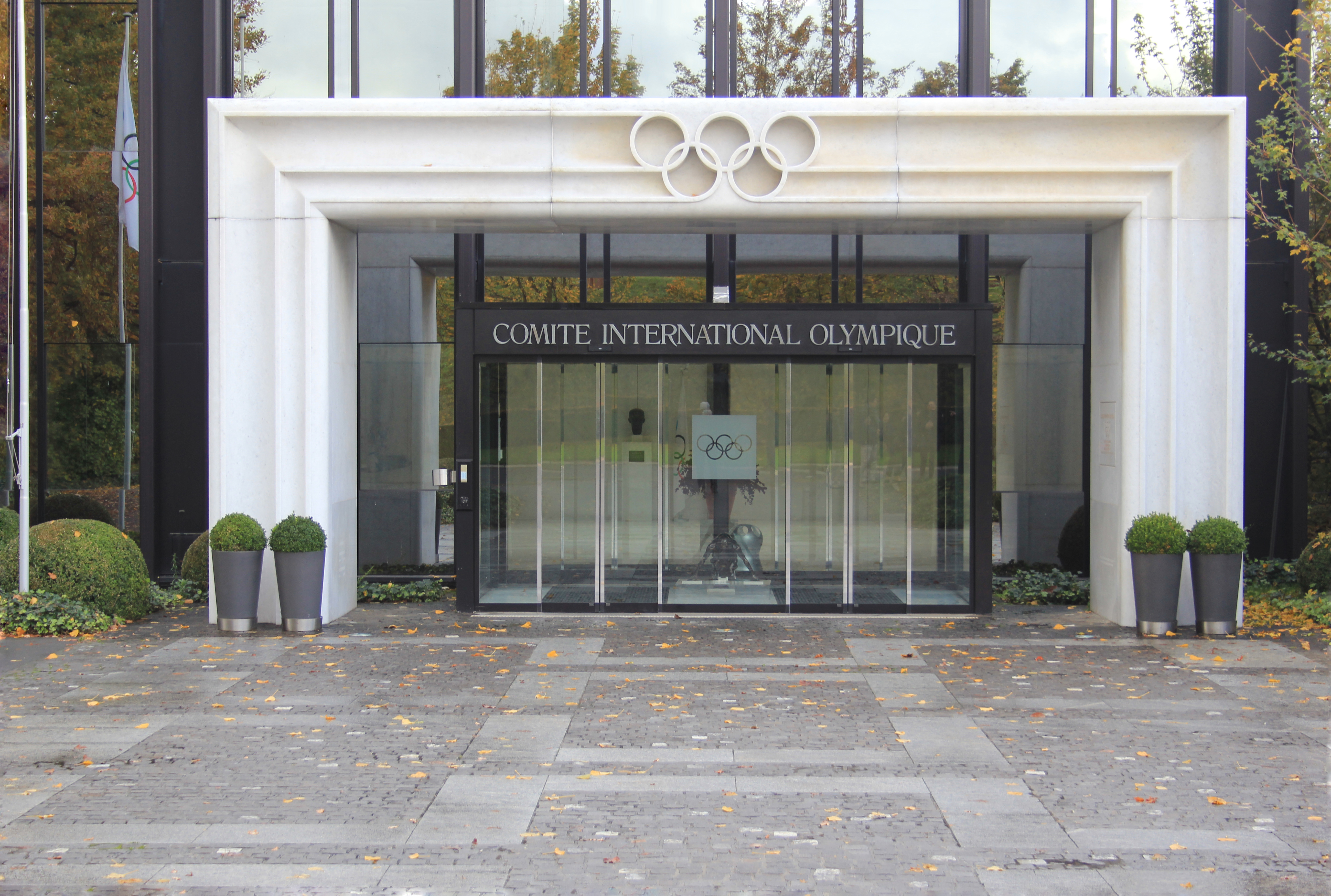
Hauptsitz des IOC

Pierre de Coubertin, der Begründer der modernen Olympischen Spiele, hatte 1915 den Sitz des Internationalen Olympischen Komitees (IOC) nach Lausanne verlegt. Über die Jahre ließen sich mehr als 40 Sportverbände in der Stadt nieder, und seit 1994 trägt Lausanne offiziell den Titel „Hauptstadt der olympischen Bewegung“. Dieser Status wird durch weitere Organisationen wie dem Internationalen Sportgerichtshof, dem Olympischen Museum und Sportaccord unterstrichen. Trotz der herausragenden sportpolitischen Stellung fanden in Lausanne bisher nie Olympische Spiele statt. Die Stadt bewarb sich jeweils erfolglos für die Austragung der Sommerspiele 1936, 1944, 1948, 1952 und 1960. Geplant war auch eine Kandidatur für die Winterspiele 1994. Nach der deutlichen Zustimmung des Conseil communal (Gemeindeparlament) sammelte ein Komitee in nur drei Wochen über 17.000 Unterschriften und erzwang damit ein Referendum. Bei der kommunalen Volksabstimmung am 26. Juni 1988 wurde das Kandidaturprojekt mit 62 % der Stimmen deutlich abgelehnt.
Die Bewerbungsphase für die Olympischen Jugend-Winterspiele 2020 begann am 6. Juni 2013 mit der Einladung des IOC an interessierte Nationale Olympische Komitees. Diese hatten bis zum Ende November 2013 Zeit, eine Stadt als Kandidatin zu nennen. Bis Mitte Juni 2014 mussten alle erforderlichen Unterlagen zur Kandidatur beim IOC eingereicht werden. Lake Placid (USA) und Sofia (Bulgarien) zeigten Interesse an einer Kandidatur, entschieden sich aber letztlich dagegen. So blieb neben Lausanne nur die rumänische Stadt Brașov übrig, wo 2013 das Europäische Olympische Winter-Jugendfestival stattgefunden hatte.
Im Juni 2014 wurde Patrick Baumann, der Generalsekretär des Basketball-Weltverbandes FIBA, zum Präsidenten des Kandidaturkomitees bestimmt. Baumann verstarb im Oktober 2018 bei den Olympischen Jugendspielen in Buenos Aires, auf ihn folgte im Januar 2019 als Präsidentin des OK die ehemalige Freestyle-Skisportlerin Virginie Faivre.
Die von Swiss Olympic unterstützte Lausanner Kandidatur hatte verschiedene prominente Fürsprecher, darunter Virginie Faivre, den Eiskunstläufer Stéphane Lambiel und den Tennisspieler Roger Federer. Anlässlich der 128. IOC-Session in Kuala Lumpur, bei der auch Bundesrat Ueli Maurer anwesend war, erhielt Lausanne am 31. Juli 2015 den Zuschlag mit 71 zu 10 Stimmen.

## Sportstätten
Bei den Olympischen Jugend-Winterspielen in Lausanne wurden folgende Sportstätten genutzt:
| Gemeinde      | Ort/Anlage                          | Sportart/Veranstaltung                       |
| ------------- | ----------------------------------- | -------------------------------------------- |
| Lausanne      | Le Flon                             | Siegerehrungen                               |
| Le Chenit     | La Thomassette (Le Brassus)         | Skilanglauf                                  |
| Leysin        | Park & Pipe (Tour d’Aï)             | Freestyle-Skiing, Snowboard                  |
| Champéry      | Palladium de Champéry               | Curling                                      |
| Ollon         | Villars-sur-Ollon                   | Skibergsteigen, Skicross, Snowboardcross     |
| Ormont-Dessus | Les Diablerets                      | Ski Alpin                                    |
| Prémanon      | Les Tuffes                          | Biathlon, nordische Kombination, Skispringen |
| Prilly/Renens | Vaudoise aréna                      | Eröffnungs- und Schlussfeier, Eishockey      |
| Prilly/Renens | Patinoire de Malley 2.0             | Eiskunstlauf, Shorttrack                     |
| St. Moritz    | Olympia Bob Run St. Moritz–Celerina | Bob, Rodeln, Skeleton                        |
| St. Moritz    | St. Moritzersee (Freiluftbahn)      | Eisschnelllauf                               |

Fast alle Austragungsorte lagen im Kanton Waadt und verteilten sich auf die Agglomeration Lausanne, die Waadtländer Alpen und das Vallée de Joux. Gemäß der „Agenda 2020“ des IOC nutzte man wo immer möglich bereits bestehende Sportanlagen. Ausnahme war die für die Eishockeyturniere genutzte Patinoire de Malley, die abgebrochen und durch die Vaudoise aréna mit 10.000 Sitzplätzen ersetzt wurde (das Projekt stand allerdings nicht primär mit den Olympischen Jugend-Winterspielen in Zusammenhang). Die Arbeiten begannen im Oktober 2016 und waren im September 2019 abgeschlossen. Erstmals überhaupt in der Geschichte Olympischer Spiele gab es eine länderübergreifende Zusammenarbeit: Die Skisprung- und Biathlonwettbewerbe fanden in Prémanon im französischen Département Jura statt, unmittelbar an der Schweizer Grenze. Außerdem wurde in St. Moritz, die bereits bei vielen Sportveranstaltungen (beispielsweise bei den Olympischen Winterspielen 1928 und 1948) bewährte Bobbahn, genutzt.

## Olympisches Dorf

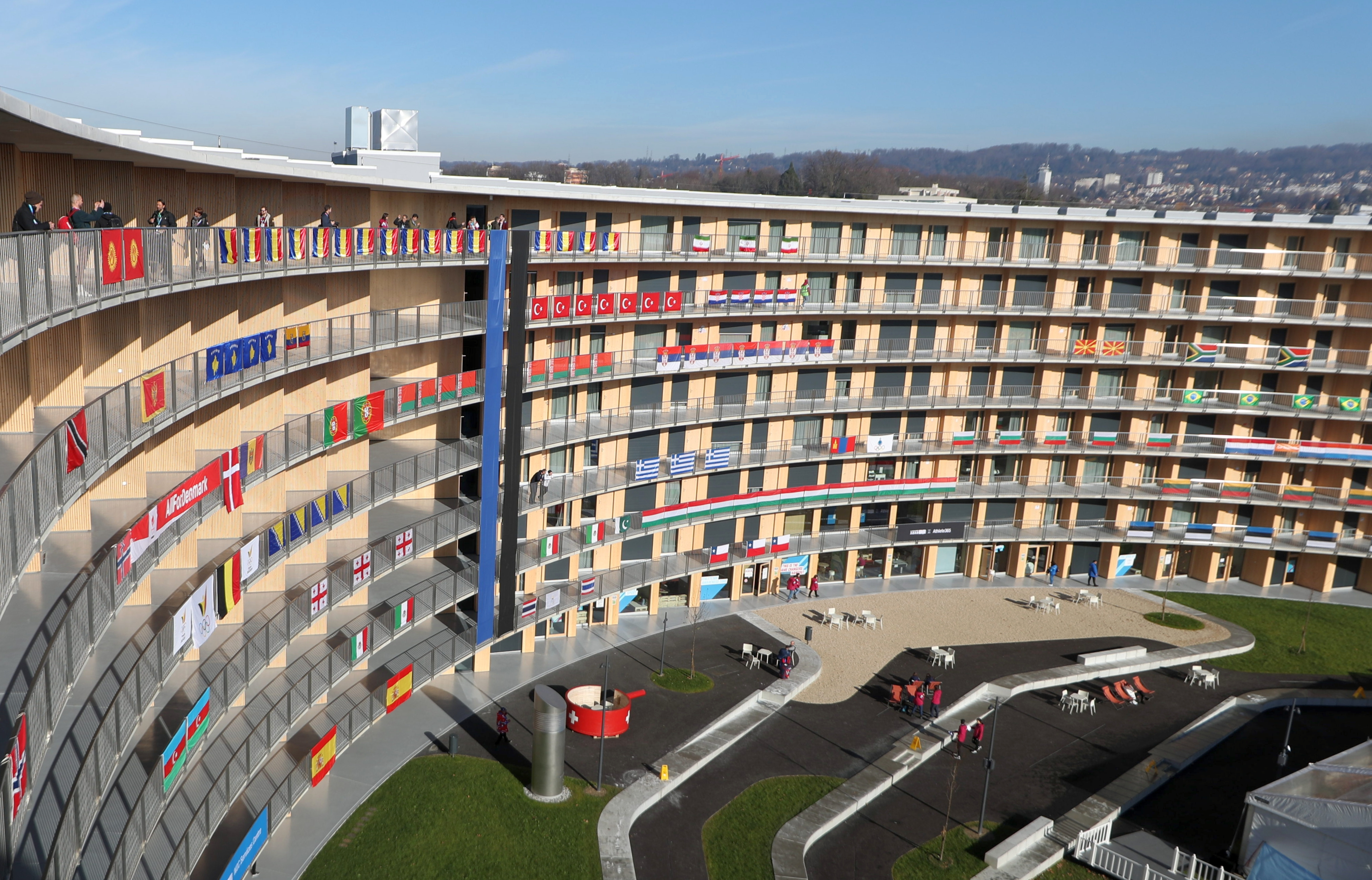
Olympisches Dorf („Vortex“)

Das olympische Dorf für die meisten Teilnehmer der Jugend-Winterspiele 2020 befand sich in der Lausanner Vorortsgemeinde Chavannes-près-Renens. Dort entstand auf dem Campus Dorigny der Universität Lausanne und der Eidgenössischen Technischen Hochschule Lausanne ein neues Studentenwohnheim namens Vortex. Das achtstöckige Gebäude mit einer Höhe von 27 Metern und einem Durchmesser von 137 Metern umfasst 1182 Wohneinheiten. Es ist spiralförmig aufgebaut; dabei führt eine 2,8 km lange Rampe vom Erdgeschoss über alle Stockwerke bis auf das Dach. Die Bauarbeiten begannen im Mai 2017 und waren im November 2019 abgeschlossen. Die Kosten betrugen 156 Millionen Franken. In der Außenstelle St. Moritz diente die Jugendherberge als Unterkunft für 350 Athleten.

## Teilnehmer
| Teilnehmer der III. Olympischen Jugend-Winterspiele | Teilnehmer der III. Olympischen Jugend-Winterspiele | Teilnehmer der III. Olympischen Jugend-Winterspiele |
| Europa (1.242 Athleten aus 48 Nationen) | Europa (1.242 Athleten aus 48 Nationen) | Europa (1.242 Athleten aus 48 Nationen) |
| --- | --- | --- |
| - Albanien (1) - Andorra (3) - Armenien (1) - Aserbaidschan (1) - Belarus (19) - Belgien (9) - Bosnien und Herzegowina (9) - Bulgarien (17) - Dänemark (26) - Deutschland (92) - Estland (25) - Finnland (52) - Frankreich (61) - Georgien (10) - Griechenland (12) - Großbritannien (28) | - Irland (2) - Island (4) - Israel (3) - Italien (67) - Kosovo * (2) - Kroatien (10) - Lettland (30) - Liechtenstein (5) - Litauen (15) - Luxemburg (4) - Moldau (5) - Montenegro (2) - Niederlande (15) - Nordmazedonien (5) - Norwegen (55) - Österreich (64) | - Polen (45) - Portugal (2) - Rumänien (35) - Russland (106) - San Marino (1) - Schweden (51) - Schweiz (112) - Serbien (6) - Slowakei (48) - Slowenien (39) - Spanien (24) - Tschechien (74) - Türkei (14) - Ukraine (39) - Ungarn (23) - Zypern (1) |
| Amerika (222 Athleten aus 10 Nationen) | | |
| - Argentinien (16) - Brasilien (12) - Chile (8) - Ecuador * (1) | - Haiti * (1) - Kanada (78) - Kolumbien (2) | - Mexiko (7) - Trinidad und Tobago * (1) - Vereinigte Staaten (96) |
| Asien (242 Athleten aus 19 Nationen) | | |
| - China, Volksrepublik (53) - Chinesisch Taipeh (14) - Hongkong * (4) - Iran (6) - Japan (70) - Kasachstan (26) - Katar * (1) | - Kirgisistan (2) - Korea, Republik (40) - Libanon (3) - Malaysia (2) - Mongolei (6) | - Pakistan * (1) - Philippinen (2) - Singapur * (3) - Thailand * (5) - Turkmenistan * (1) - Usbekistan (1) |
| Afrika (2 Athleten aus 1 Nation) | | |
| - Südafrika (2) | | |
| Ozeanien (52 Athleten aus 2 Nationen) | | |
| - Australien (32) | - Neuseeland (20) | |
| (Anzahl der Athleten) * erstmalige Teilnahme an Jugend-Winterspielen | | |

## Sportarten und Zeitplan
Der Exekutivrat des IOC legte am 9. Juli 2017 die auszutragenden Wettbewerbe definitiv fest. Dabei wurde das Skibergsteigen zur olympischen Sportart erklärt; vorgesehen waren Einzel-, Sprint- und Staffelwettbewerbe. Ebenso strebte das IOC eine möglichst weitgehende Gleichstellung der Geschlechter an, was die Zahl der Teilnehmenden betrifft. Zu diesem Zweck wurden auch bei den Mädchen Wettbewerbe im Doppelsitzerrodeln und in der Nordischen Kombination durchgeführt. Vorgesehen war auch ein Eishockeyturnier mit gemischten Teams von je drei Spielern.
| Zeitplan der Olympischen Jugend-Winterspiele 2020 (mit Anzahl der Entscheidungen) | Zeitplan der Olympischen Jugend-Winterspiele 2020 (mit Anzahl der Entscheidungen) | Zeitplan der Olympischen Jugend-Winterspiele 2020 (mit Anzahl der Entscheidungen) | Zeitplan der Olympischen Jugend-Winterspiele 2020 (mit Anzahl der Entscheidungen) | Zeitplan der Olympischen Jugend-Winterspiele 2020 (mit Anzahl der Entscheidungen) | Zeitplan der Olympischen Jugend-Winterspiele 2020 (mit Anzahl der Entscheidungen) | Zeitplan der Olympischen Jugend-Winterspiele 2020 (mit Anzahl der Entscheidungen) | Zeitplan der Olympischen Jugend-Winterspiele 2020 (mit Anzahl der Entscheidungen) | Zeitplan der Olympischen Jugend-Winterspiele 2020 (mit Anzahl der Entscheidungen) | Zeitplan der Olympischen Jugend-Winterspiele 2020 (mit Anzahl der Entscheidungen) |
| --------------------------------------------------------------------------------- | --------------------------------------------------------------------------------- | --------------------------------------------------------------------------------- | --------------------------------------------------------------------------------- | --------------------------------------------------------------------------------- | --------------------------------------------------------------------------------- | --------------------------------------------------------------------------------- | --------------------------------------------------------------------------------- | --------------------------------------------------------------------------------- | --------------------------------------------------------------------------------- |
| EF                                                                                | Eröffnungsfeier                                                                   | ●                                                                                 | Qualifikationswettkämpfe                                                          | ●                                                                                 | Finalentscheidungen/Anzahl                                                        | SV                                                                                | Schauveranstaltungen                                                              | SF                                                                                | Schlussfeier                                                                      |

| Januar              | Januar              | Januar                | 9 Do | 10 Fr | 11 Sa | 12 So | 13 Mo | 14 Di | 15 Mi | 16 Do | 17 Fr | 18 Sa | 19 So | 20 Mo | 21 Di | 22 Mi | Gesamt |
| ------------------- | ------------------- | --------------------- | ---- | ----- | ----- | ----- | ----- | ----- | ----- | ----- | ----- | ----- | ----- | ----- | ----- | ----- | ------ |
| Eröffnungsfeier     | Eröffnungsfeier     | Eröffnungsfeier       | EF   |       |       |       |       |       |       |       |       |       |       |       |       |       |        |
| Biathlon            | Biathlon            | Biathlon              |      |       | 2     | 1     |       | 2     | 1     |       |       |       |       |       |       |       | 6      |
| Bobsport            | Bob                 | Bob                   |      |       |       |       |       |       |       |       |       |       | 1     | 1     |       |       | 2      |
| Bobsport            | Skeleton            | Skeleton              |      |       |       |       |       |       |       |       |       |       | 1     | 1     |       |       | 2      |
| Curling             | Curling             | Curling               |      | ●     | ●     | ●     | ●     | ●     | ●     | 1     |       | ●     | ●     | ●     | ●     | 1     | 2      |
| Eishockey           | Eishockey           | Eishockey             |      | ●     | ●     | ●     | ●     | ●     | 2     |       | ●     | ●     | ●     | ●     | 1     | 1     | 4      |
| Eislauf             | Eiskunstlauf        | Eiskunstlauf          |      | ●     | ●     | 2     | 2     |       | 1     |       |       |       |       |       |       |       | 5      |
| Eislauf             | Eisschnelllauf      | Eisschnelllauf        |      |       |       | 2     | 2     |       | 1     | 2     |       |       |       |       |       |       | 7      |
| Eislauf             | Shorttrack          | Shorttrack            |      |       |       |       |       |       |       |       |       | 2     |       | 2     |       | 1     | 5      |
| Rennrodeln          | Rennrodeln          | Rennrodeln            |      |       |       |       |       |       |       |       | 2     | 2     |       | 1     |       |       | 5      |
| Skibergsteigen      | Skibergsteigen      | Skibergsteigen        |      | 2     |       |       | 2     | 1     |       |       |       |       |       |       |       |       | 5      |
| Skisport            | Freestyle-Skiing    | Freestyle-Skiing      |      |       |       |       |       |       |       |       |       | 1     | 2     | 2     | 1     | 2     | 8      |
| Skisport            | Ski Alpin           | Ski Alpin             |      | 2     | 2     | 1     | 1     | 2     | 1     |       |       |       |       |       |       |       | 9      |
| Skisport            | Ski Nordisch        | Nordische Kombination |      |       |       |       |       |       |       |       |       | 2     |       |       |       | 1     | 3      |
| Skisport            | Ski Nordisch        | Skilanglauf           |      |       |       |       |       |       |       |       |       | 2     | 2     |       | 2     |       | 6      |
| Skisport            | Ski Nordisch        | Skispringen           |      |       |       |       |       |       |       |       |       |       | 2     | 1     |       |       | 3      |
| Skisport            | Snowboard           | Snowboard             |      |       |       |       |       |       |       |       |       | 1     |       | 4     | 2     | 2     | 9      |
| Schlussfeier        | Schlussfeier        | Schlussfeier          |      |       |       |       |       |       |       |       |       |       |       |       |       | SF    |        |
| Tagesentscheidungen | Tagesentscheidungen | Tagesentscheidungen   |      | 4     | 4     | 6     | 7     | 5     | 6     | 3     | 2     | 10    | 8     | 12    | 6     | 8     | 81     |
| Entscheidungen      | Entscheidungen      | Entscheidungen        |      | 4     | 8     | 14    | 21    | 26    | 32    | 35    | 37    | 47    | 55    | 67    | 73    | 81    |        |
| Januar              | Januar              | Januar                | 9 Do | 10 Fr | 11 Sa | 12 So | 13 Mo | 14 Di | 15 Mi | 16 Do | 17 Fr | 18 Sa | 19 So | 20 Mo | 21 Di | 22 Mi | Gesamt |

Letzte Spalte: Gesamtanzahl der Entscheidungen in den einzelnen Sportarten

## Athlete Rolemodels
Wie schon bei früheren Olympischen Jugendspielen haben sich auch 2020 wieder erfahrene ehemalige Sportler, zumeist selbst Teilnehmer der Olympischen Spiele, als Symbolfiguren und Vorbilder für die jungen Teilnehmer zur Verfügung gestellt. Zudem übernahmen sie Rollen bei den Siegerehrungen.
| Sportart              | Mann               | Frau                                     |
| --------------------- | ------------------ | ---------------------------------------- |
| Biathlon              | Henrik L’Abée-Lund | Marie-Laure Brunet                       |
| Bob                   | –                  | Jamie Greubel Poser                      |
| Curling               | John Morris        | Marlene Albrecht                         |
| Eishockey             | Mark Streit        | Florence Schelling                       |
| Eiskunstlauf          | Patrick Chan       | Sarah Meier-van Berkel Nathalie Péchalat |
| Eisschnelllauf        | Livio Wenger       | Vanessa Herzog                           |
| Freestyle-Skiing      | –                  | Hannah Kearney                           |
| Nordische Kombination | –                  | Tara Geraghty-Moats                      |
| Rennrodeln            | Gregory Carigiet   | Tatjana Hüfner                           |
| Shorttrack            | Viktor Knoch       | –                                        |
| Skeleton              | Pascal Oswald      | –                                        |
| Ski Alpin             | Sandro Viletta     | Verena Stuffer                           |
| Skibergsteigen        | Yannick Ecoeur     | Jekaterina Ositschkina                   |
| Skilanglauf           | Gianluca Cologna   | Maria Danou                              |
| Skispringen           | Jernej Damjan      | –                                        |
| Snowboard             | Alex Deibold       | –                                        |